# Williams College

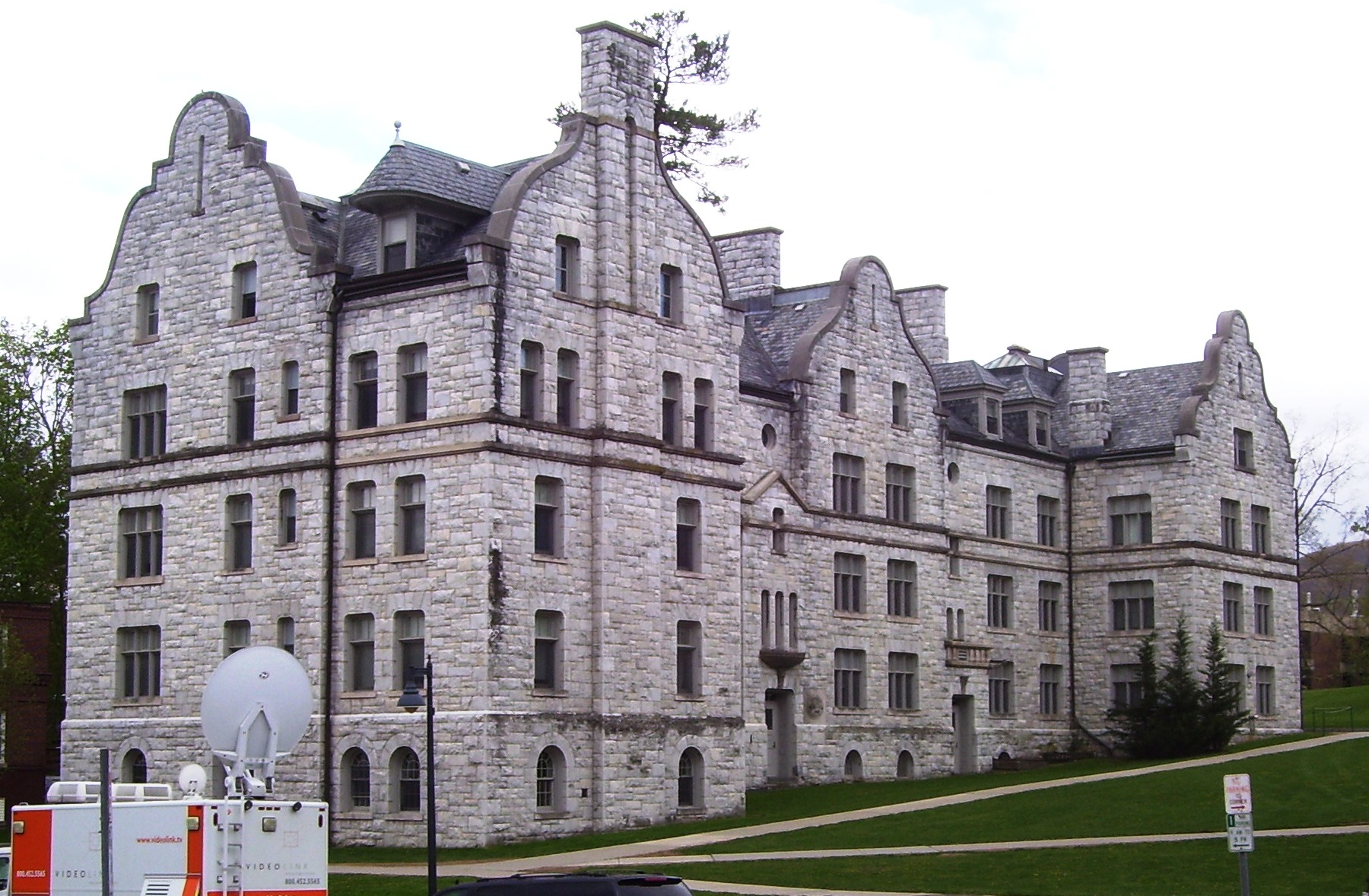
Morgan Hall

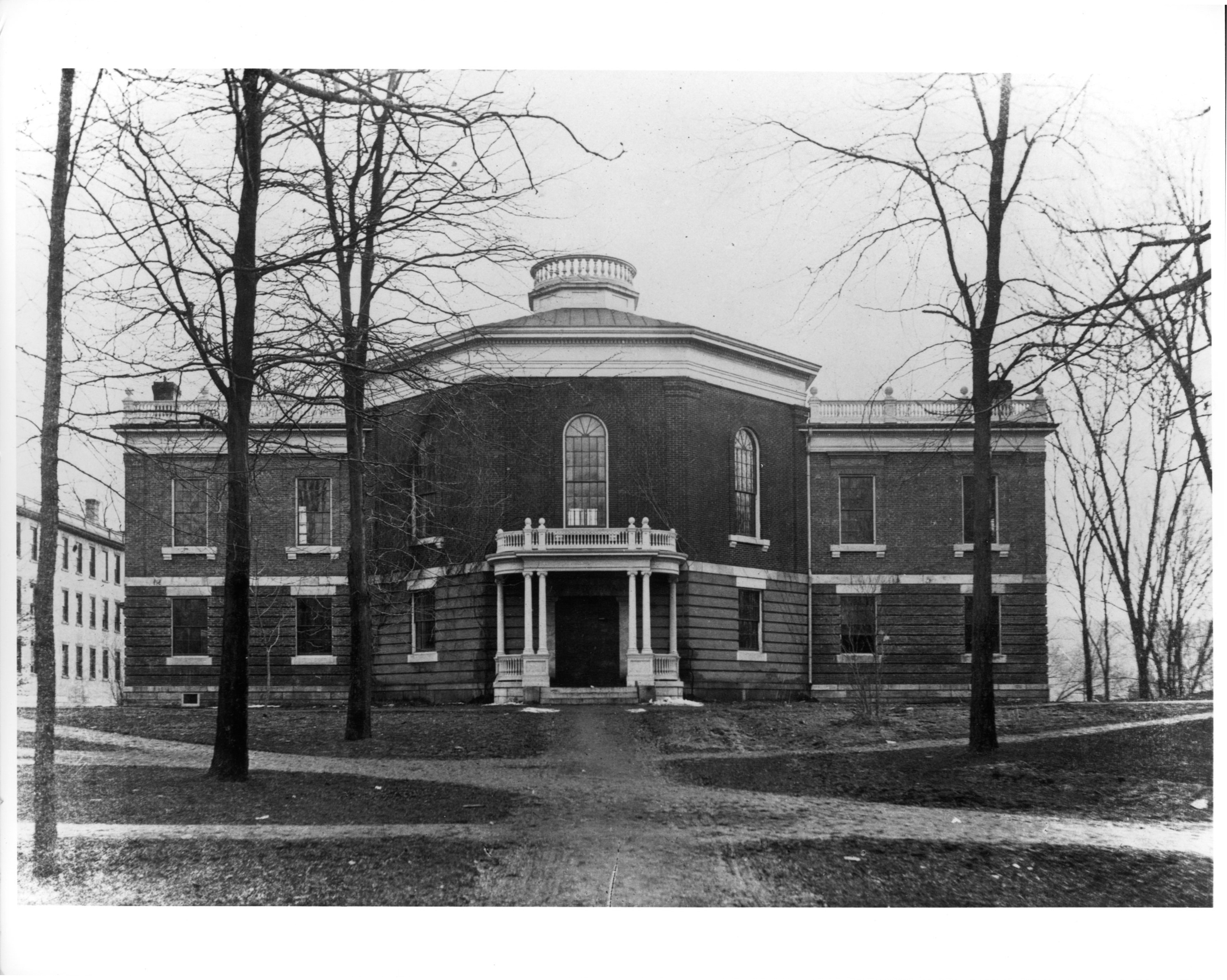
Williams College Museum of Art

Williams College är ett privat elitinriktat college i Williamstown, Massachusetts i USA.
Williams College grundades 1793 med medel som testamenterats av Ephraim Williams. Det var från början en läroanstalt för unga män, och blev samkönat 1970. Skolan har tre avdelningar för respektive humaniora, naturvetenskap och samhällsvetenskap. Det har drygt 2.000 studenter.
Williams College är av US News rankat som USA:s bästa Liberal Arts College och hamnade 2014 på första plats i Forbes årliga collegerankning. 2015 hamnade Williams College på andra plats i Forbes rankning.

## Tidig historia
Ephraim Williams tillhörde en jordägarfamilj och var officer i Massachusetts militia. I hans testamente fanns en donation för att stödja en läroanstalt i staden West Hoosac i Massachusetts, villkorat av att staden ändrade sitt namn till Williamstown. Williams dödades i slaget vid Lake George den 8 september 1755. 
Williamstown Free School öppnade med 15 elever i oktober 1791. Den var det andra college som hade grundlagts i Massachusetts och fick en charter av staten Massachusetts 1795. Williams bestod 1815 av endast två byggnader, hade 58 elever och var i ekonomiskt trångmål. Av detta skäl röstade kollegiet att flytta skolan till Amherst, Massachusetts.  År 1821 beslöt skolans rektor att verkställa flytten, och en ny skola bildades med namnet Amherst College med 15 elever. Även den ursprungliga skolan överlevde dock.

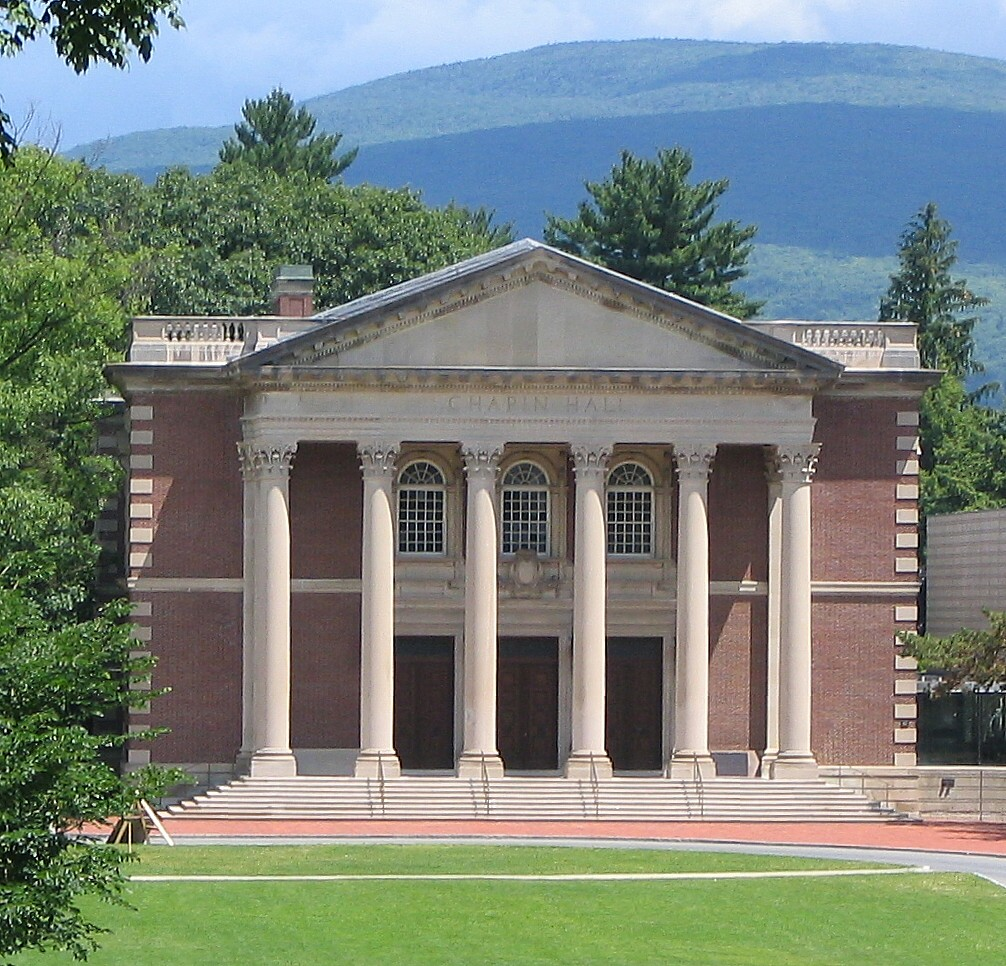
Chapin Hall

## Övrigt
Williams College inkluderar Hopkins Observatory, som det äldsta fortfarande verksamma astronomiska observatoriet i USA. Det uppfördes 1836–38 och inbegriper numera Mehlin Museum of Astronomy med Alvan Clarks första teleskop från 1852
Skolan har också ett eget konstmuseum, Williams College Museum of Art med omkring 12.000 konstverk. Bland verken finns Morning in a City av Edward Hopper och utomhusskulpturen Eyes av Louise Bourgeois

## Bildgalleri

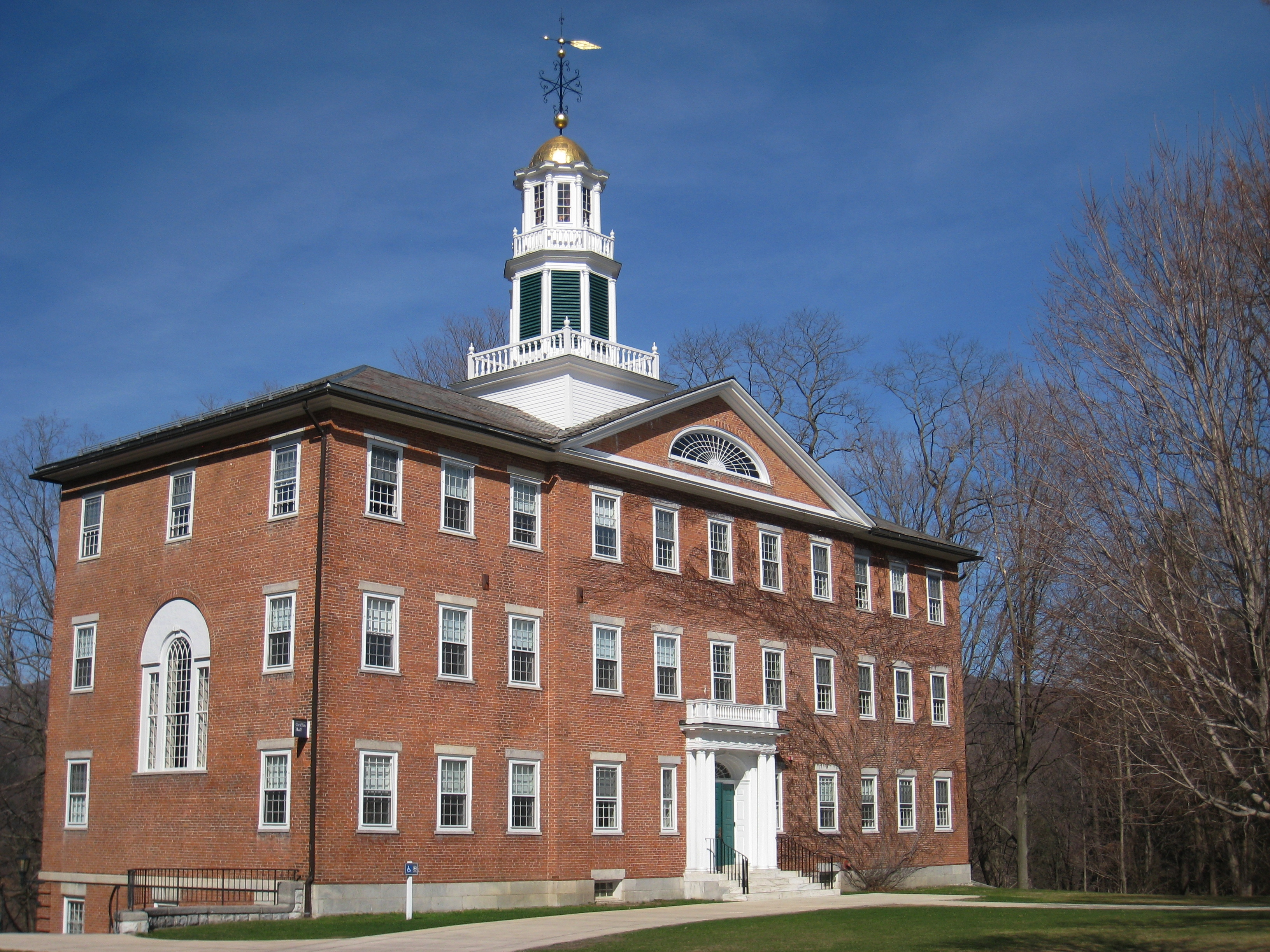
Griffin Hall
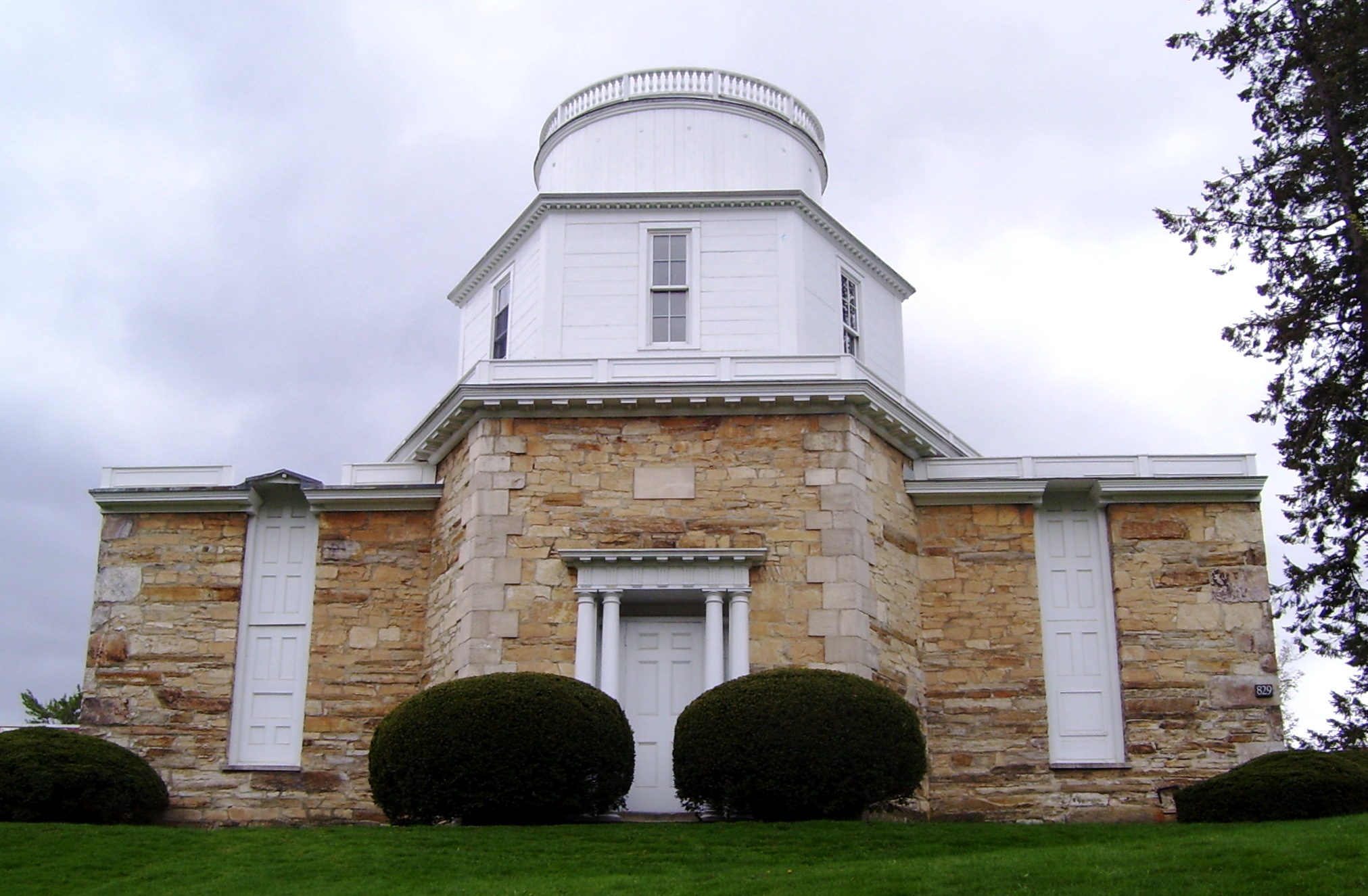
Old Hopkins Observatory
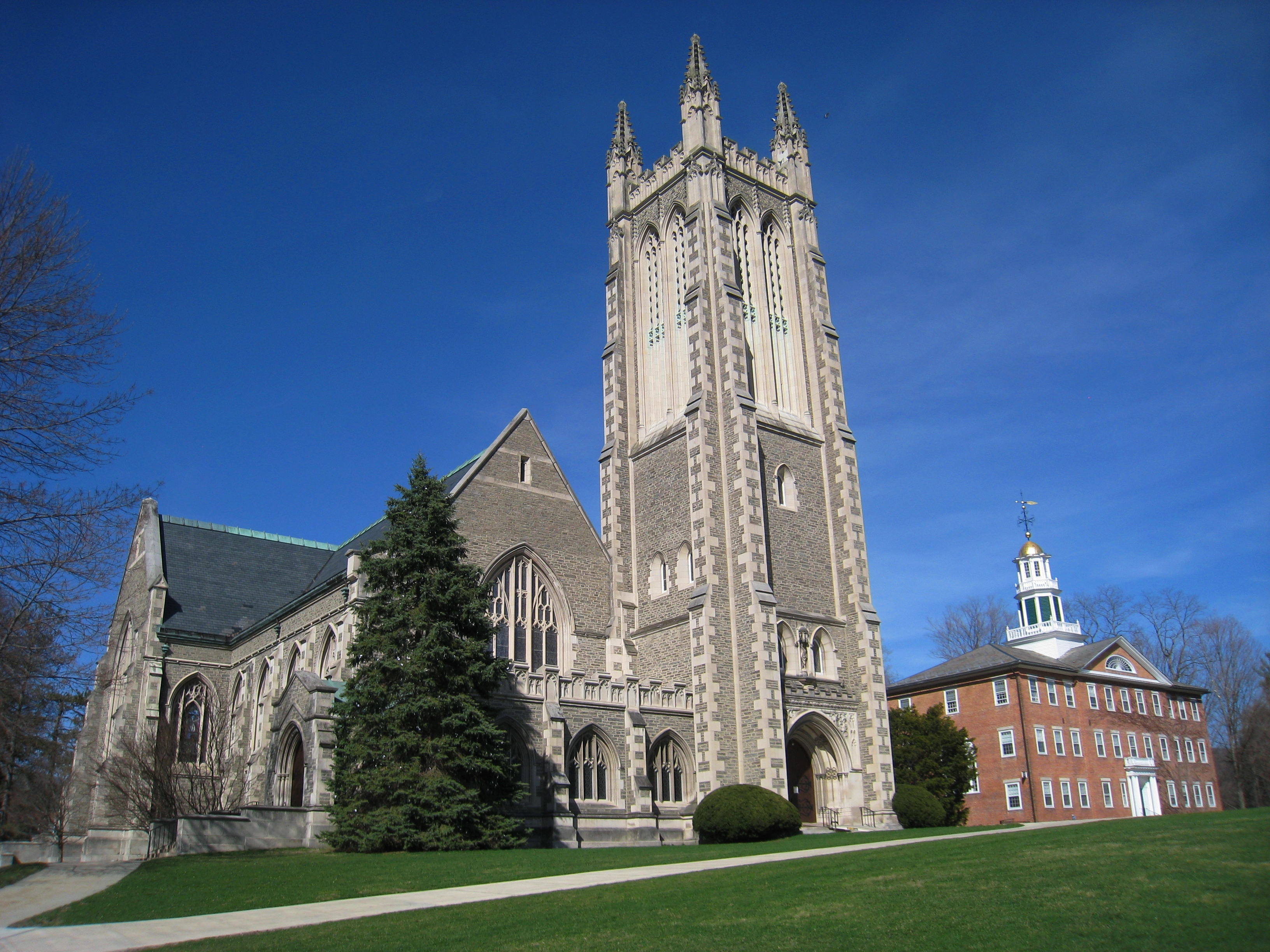
Thompson Memorial Chapel
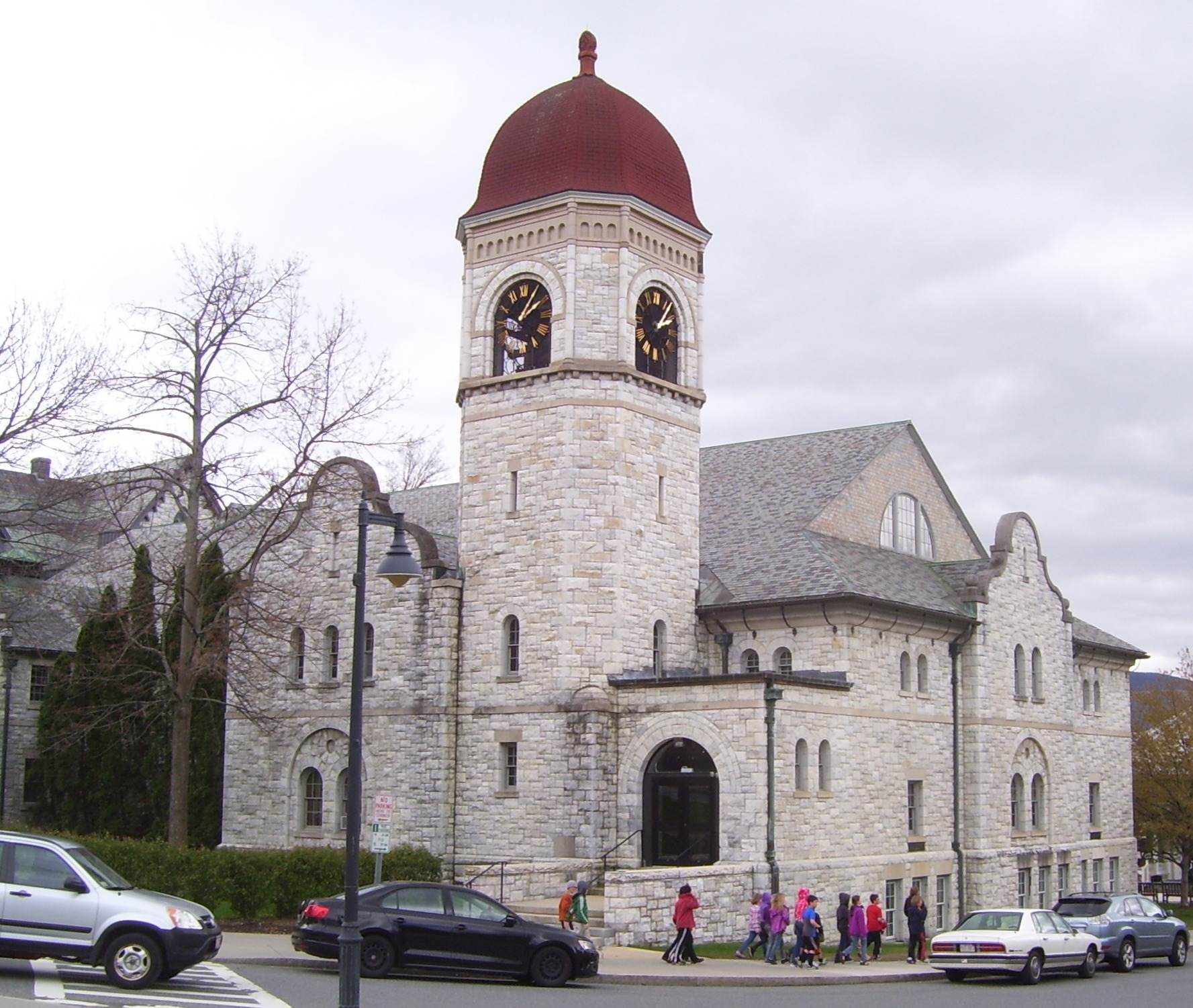
Lassell Gym
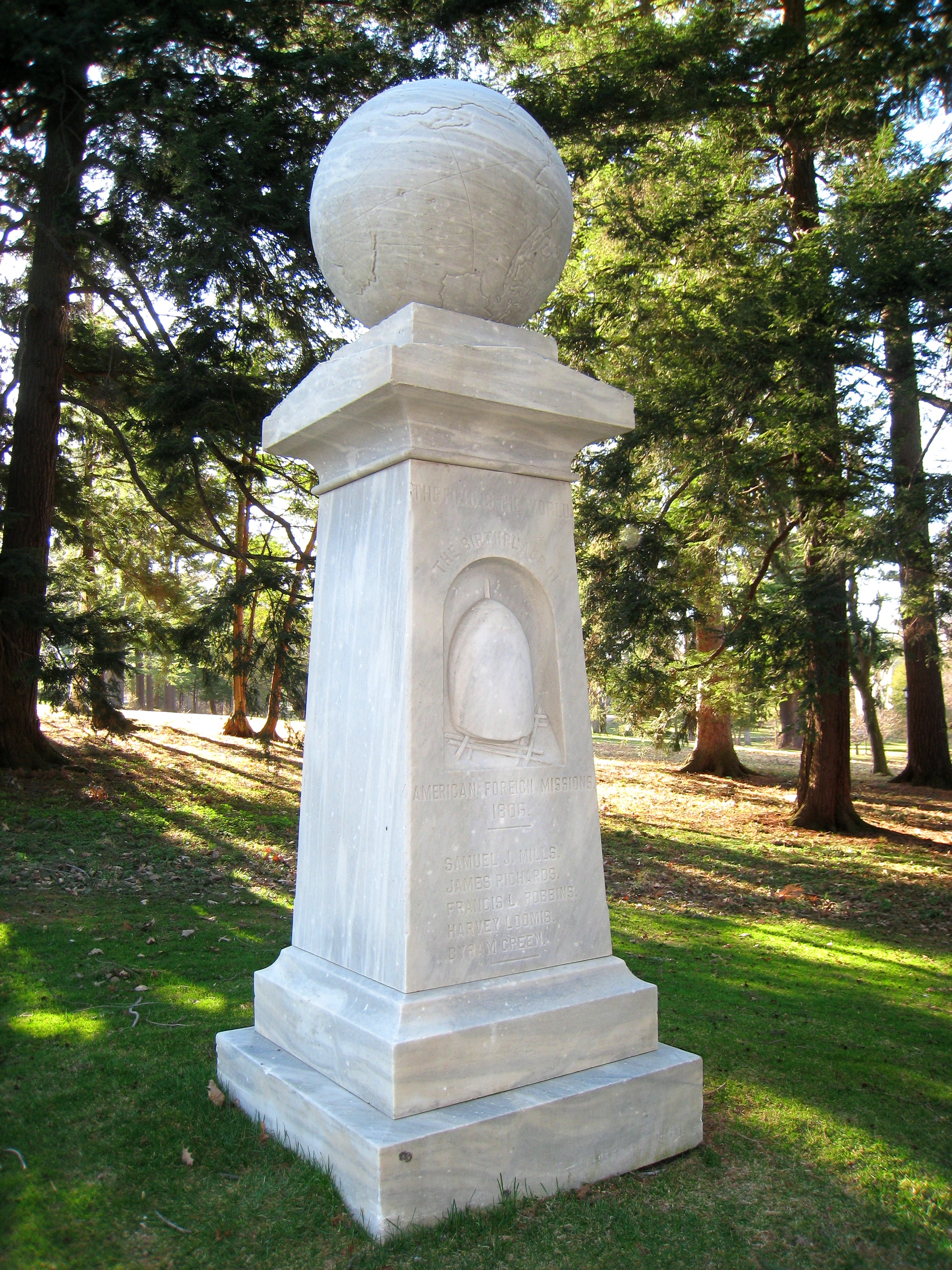
Haystack monument